# Petroica archboldi
A Petroica archboldi a madarak osztályának a verébalakúak (Passeriformes) rendjéhez és a  cinegelégykapó-félék (Petroicidae) családjához tartozó faj.

## Rendszerezése
A fajt Austin L. Rand kanadai zoológus írta le 1940-ben.

## Előfordulása
Új-Guinea szigetének nyugati részén, Indonézia területén honos. Természetes élőhelyei a szubtrópusi és trópusi magaslati sziklás füves puszták és cserjések. Állandó, nem vonuló faj.

## Megjelenése
Testhossza 14 centiméter.

## Életmódja
Rovarokkal táplálkozik.

## Természetvédelmi helyzete
Az elterjedési területe kicsi, egyedszáma viszont még felméretlen. A Természetvédelmi Világszövetség Vörös listáján adathiányos fajként szerepel.